# Einar Billing

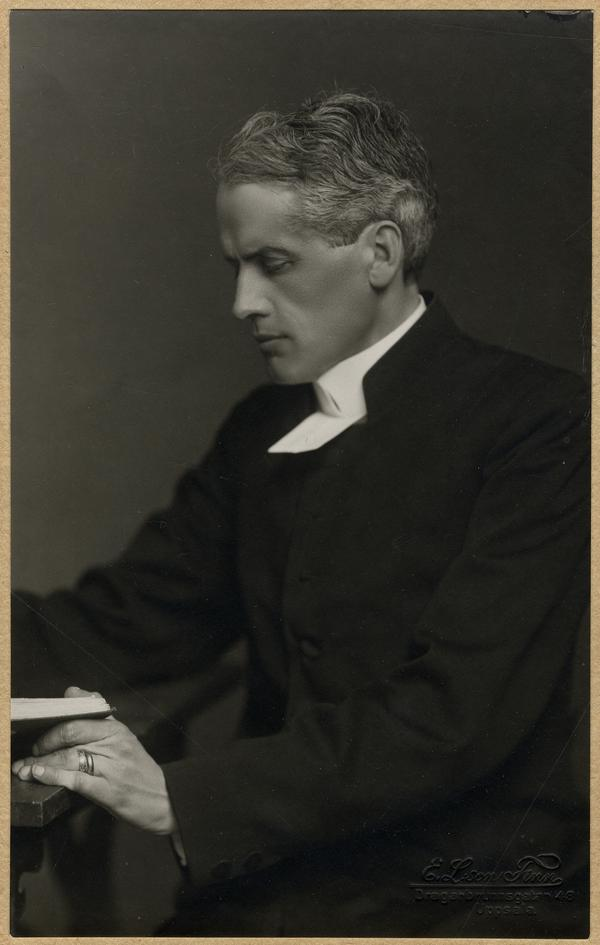
Einar Billing

Einar Billing (* 6. Oktober 1871 in Lund; † 17. Dezember 1939 in Västerås) war schwedischer Theologe, Universitätsprofessor und lutherischer Bischof.
Einar Billing wurde als Sohn des Theologen und Bischofs Gottfrid Billing und dessen Frau geboren. Nach dem Schulbesuch in Lund und Västerås nahm Einar Billing Studien in Uppsala auf. 1898 schloss er seine Studien der Evangelischen Theologie ab und wurde 1900 in Lund zum Priester geweiht. Billing war Schüler von Wilhelm Herrmann und Martin Kähler.
1900 trat er mit der Schrift „Luthers Lehre vom Staat“ an die Öffentlichkeit, die eine Neuorientierung in der schwedischen Lutherforschung einleitete. Er bekannte sich – im Gegensatz zu den meisten damaligen Theologen – zu einer geschichtswissenschaftlich kritischen Bibelforschung.
Wichtig für die Entwicklung der Schwedischen Kirche war auch sein Konzept einer religiös motivierten Volkskirche, die von der Jungkirchenbewegung aufgegriffen wurde. Er wurde zum theologischen Führer dieser Erneuerungsbewegung.
Von 1909 bis 1920 war er Professor für Dogmatik und Moraltheologie an der Universität Uppsala und von 1920 bis zu seinem Tod Bischof von Västerås.